# یوهانس کیکلفت
یوهانس کیکلفت بازیکن فوتبال اهل استونی است